# Mary Earps
Mary Earps (født 7. marts 1993) er en kvindelig engelsk fodboldspiller, der står på mål for Manchester United i FA Women's Super League og Englands kvindefodboldlandshold.
Earps har tidligere optrådt for engelske ligaklubber Birmingham City,  Bristol City, Reading og den tyske storklub VfL Wolfsburg.
Hun blev første gang udtaget til det engelske A-landshold i juni 2017 af landstræner Phil Neville, men blev ikke udtaget til EM i fodbold for kvinder 2017 i Holland. Hun dog først sin officielle debut den 11. juni mod Schweiz i en 4–0 sejr. Efterfølgende blev hun udtaget til VM i kvindefodbold 2019 i Frankrig, men som tredjevalg. Under den nye landstræner Sarina Wiegman skete et generationskifte og Earps blev valgt til ny førstevalg i Wiegmans første landskamp. I 2022 blev hun udtaget til den endelige EM-trup ved EM på hjemmebane, hvor hun startede inde i åbningskampen på Old Trafford mod Østrig.